# Bellator 64
 Bellator LXIV  foi um evento de artes marciais mistas organizado pelo Bellator Fighting Championships, ocorrido em 6 de abril de 2012 no Caesar’s Windsor em Windsor, Ontário. O evento foi transmitido ao vivo na MTV2.

## Background
O evento com duas lutas das quartas de final do Torneio de Galos da Sexta Temporada do Bellator.